# William Henry Drayton

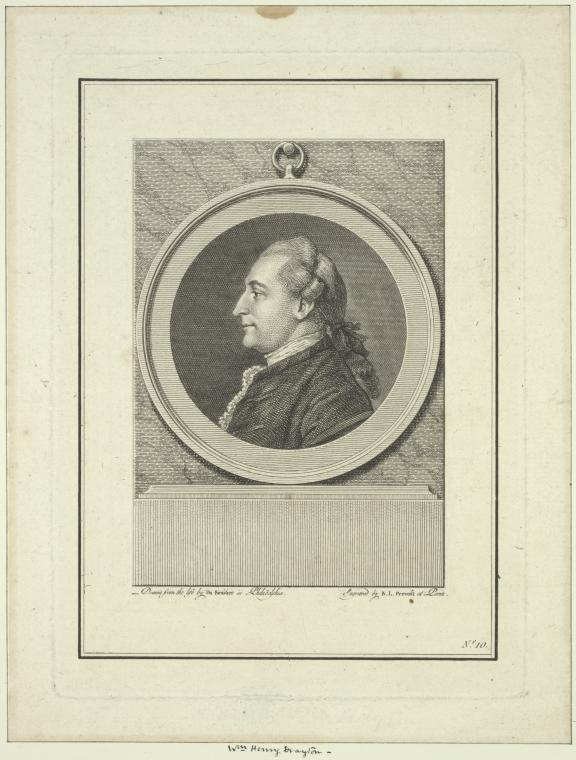
William Henry Drayton

William Henry Drayton (* September 1742 auf Drayton Hall am Ufer des Ashley River, Province of South Carolina; † 3. September 1779 in Philadelphia, Pennsylvania) war ein amerikanischer Rechtsanwalt, Richter und Politiker.

## Werdegang
William Henry Drayton war ein Sohn des Reispflanzers John Drayton und seiner Frau Charlotta Bull. Er besuchte 1753 die Westminster School und das Balliol College, ein konstituierendes College der Universität Oxford in England. Auf Anweisung seines Vaters kehrte er 1764 ohne Abschluss nach South Carolina zurück, wo er Jura studierte und als Anwalt zugelassen wurde. 1764 heiratete er die 17-jährige Dorothy Golightly. Er reiste 1770 wieder nach England und wurde dort durch George III. zum Hofrat der Provinz von South Carolina ernannt. Er versuchte, den Catawba 144.000 Morgen Land abzuschwindeln, dies wurde aber durch den Schotten John Stuart, Aufseher der indianischen Angelegenheiten (superintendent of Indian affairs) verhindert. Auf seinem Heimweg wurde er zum Assistand Judge ernannt, allerdings nahm er solch eine aktive Rolle in der Vorrevolutionsbewegung ein, dass ihm seine beiden Stellungen aberkannt wurden. Er war 1775 Präsident des Council of Safety und 1776 Chief Justice. Danach wurde er 1778 Mitglied des Kontinentalkongresses und bekleidete diese Stellung bis zu seinem Tod 1779 in Philadelphia. Er wurde auf dem Christ Church Cemetery beigesetzt.